# Roger Wehrli
Roger Wehrli (18 marzo 1956) è un allenatore di calcio ed ex calciatore svizzero, di ruolo difensore.

## Palmarès

### Giocatore

#### Competizioni nazionali
- Campionato svizzero: 5

Grasshoppers: 1977-1978, 1981-1982, 1982-1983, 1983-1984
Lucerna: 1988-1989
- Coppa Svizzera: 1

Grasshoppers: 1982-1983

#### Competizioni internazionali
- Coppa Piano Karl Rappan: 3

Grasshoppers: 1979
Lucerna: 1989, 1990